# HD171247
HD171247 — подвійна зоря. 
Ця подвійна система має видиму зоряну величину в смузі V приблизно 6,4.
Вона розташована на відстані близько 1583,3 світлових років від Сонця.

## Подвійна зоря
Головна зоря цієї системи належить до хімічно пекулярних зір й має спектральний клас B8.
В той же час спектральний клас іншої компоненти залишається  ще не визначеним.

## Фізичні характеристики
Зоря HD171247 обертається 
досить швидко 
навколо своєї осі. Проєкція її екваторіальної швидкості на промінь зору становить  Vsin(i)= 75км/сек.
Телескоп Гіппаркос зареєстрував фотометричну змінність  даної зорі з періодом    3,91 доби в межах від  Hmin= 6,44 до  Hmax= 6,40.